# 갈마극장
갈마극장(葛麻劇場)은 조선민주주의인민공화국 강원도 원산시에 위치한 극장이다.